# SEAT Arosa
O SEAT Arosa (Typ 6H) é um citadino que foi fabricado pela montadora espanhola SEAT de 1997 a 2004. O modelo estreou em março de 1997 no Salão do Automóvel de Genebra, enquanto sua versão reestilizada foi apresentada em outubro de 2000 no Salão do Automóvel de Paris. Ele compartilhava uma plataforma com o Volkswagen Lupo e era praticamente idêntico, exceto por equipamentos, estilo e níveis de acabamento.
O sucessor, SEAT Mii, entrou em produção em dezembro de 2011.

## Pré-reestilização (1997–2000)
Batizado em homenagem a Vila Garcia de Arouça, município da província de Pontevedra, na Espanha, ele só estava disponível como um hatchback de três portas e quatro lugares.
O Arosa, lançado em 1997, era em grande parte idêntico ao citadino da Volkswagen, que foi lançado mais tarde, no final de 1998, o Volkswagen Lupo, e ambos os carros eram baseados na plataforma A00 do Grupo Volkswagen, uma versão encurtada da plataforma A03 usada pelos modelos maiores Volkswagen Polo e SEAT Ibiza.
A fabricante tcheca de veículos automotores, Škoda, também planejou sua própria versão do Arosa em 1998, mas ela nunca foi lançada oficialmente.
O Arosa foi inicialmente fabricado em uma fábrica da Volkswagen em  Wolfsburg, na Alemanha, e somente em maio de 1998 a produção foi transferida para as instalações da SEAT em Martorell, na Espanha. O Arosa foi projetado pelo mesmo homem que projetou o Bugatti Veyron 16.4, Jozef Kabaň. A produção durou de fevereiro de 1997 a agosto de 2000.

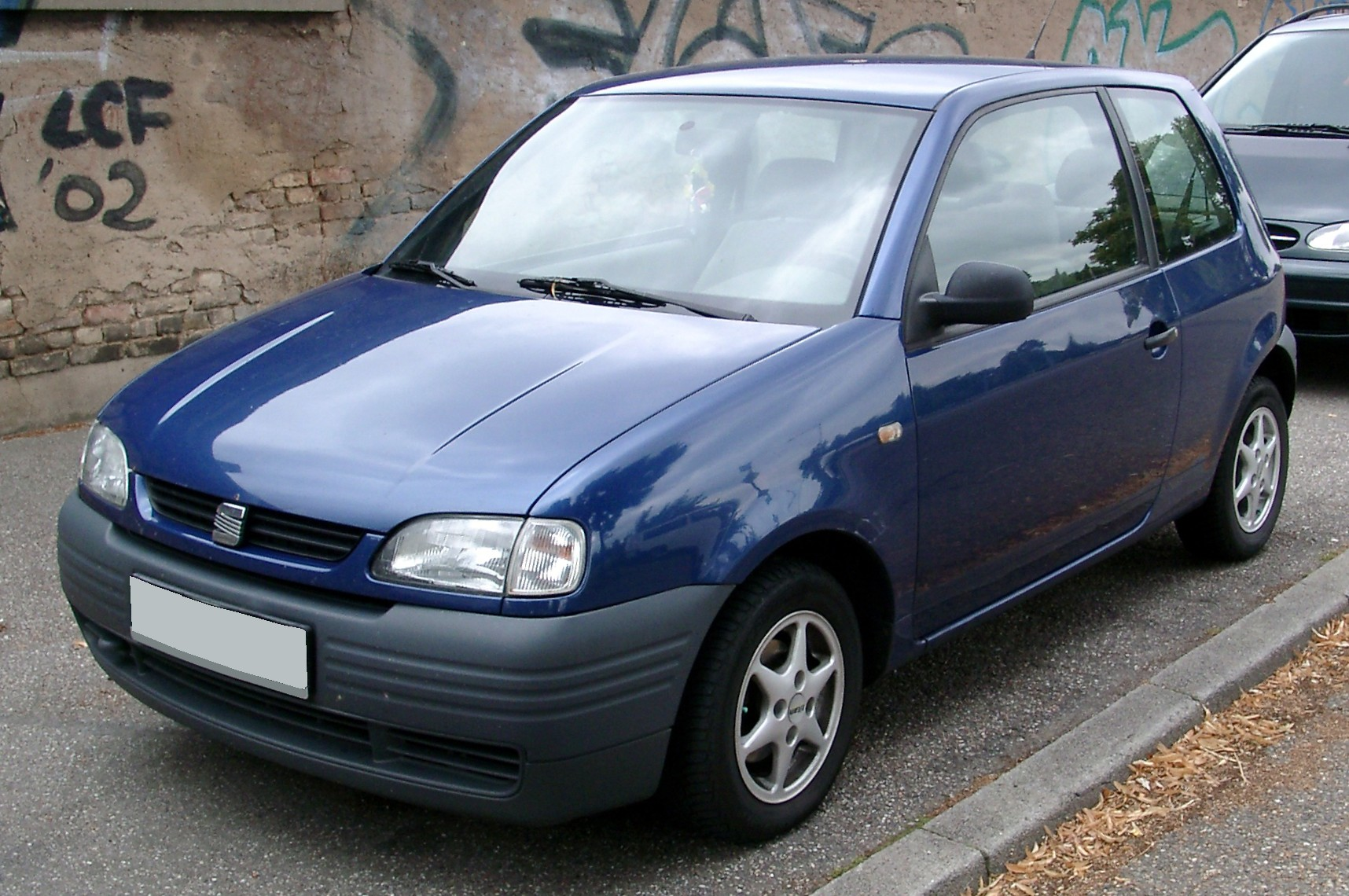
Dianteira do SEAT Arosa (pré-reestilização)
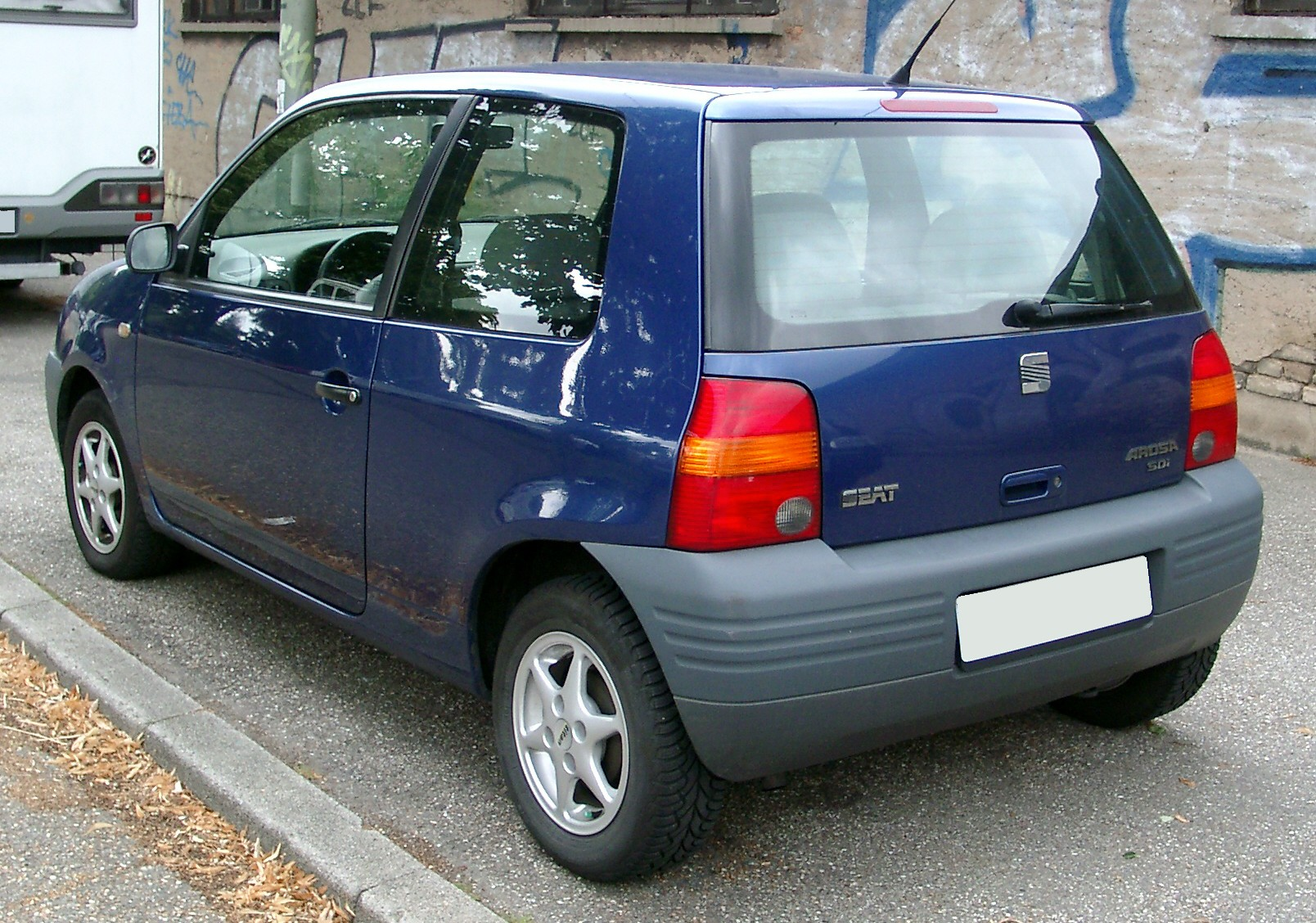
Traseira do SEAT Arosa (pré-reestilização)

## Reestilização (2000–2004)
O modelo recebeu uma reestilização mais tarde em outubro de 2000. O Arosa substituiu o SEAT Marbella na linha da marca espanhola, mas ele próprio não foi substituído por nenhum SEAT, quando a produção cessou em julho de 2004. Um sucessor finalmente chegou em janeiro de 2012, o Mii. Além de sua remodelação exterior, o modelo reestilizado apresentava um interior remodelado, com um novo painel.
Devido à decisão tomada pela Volkswagen, de usar o Fox em vez de desenvolver qualquer substituição genuína para o Lupo, resultou na incapacidade da SEAT de produzir sua própria versão. No Reino Unido, 2.500 Arosa encontraram lares no país em 2003, respondendo por cerca de sete por cento das vendas da empresa. A produção durou de setembro de 2000 a julho de 2004.

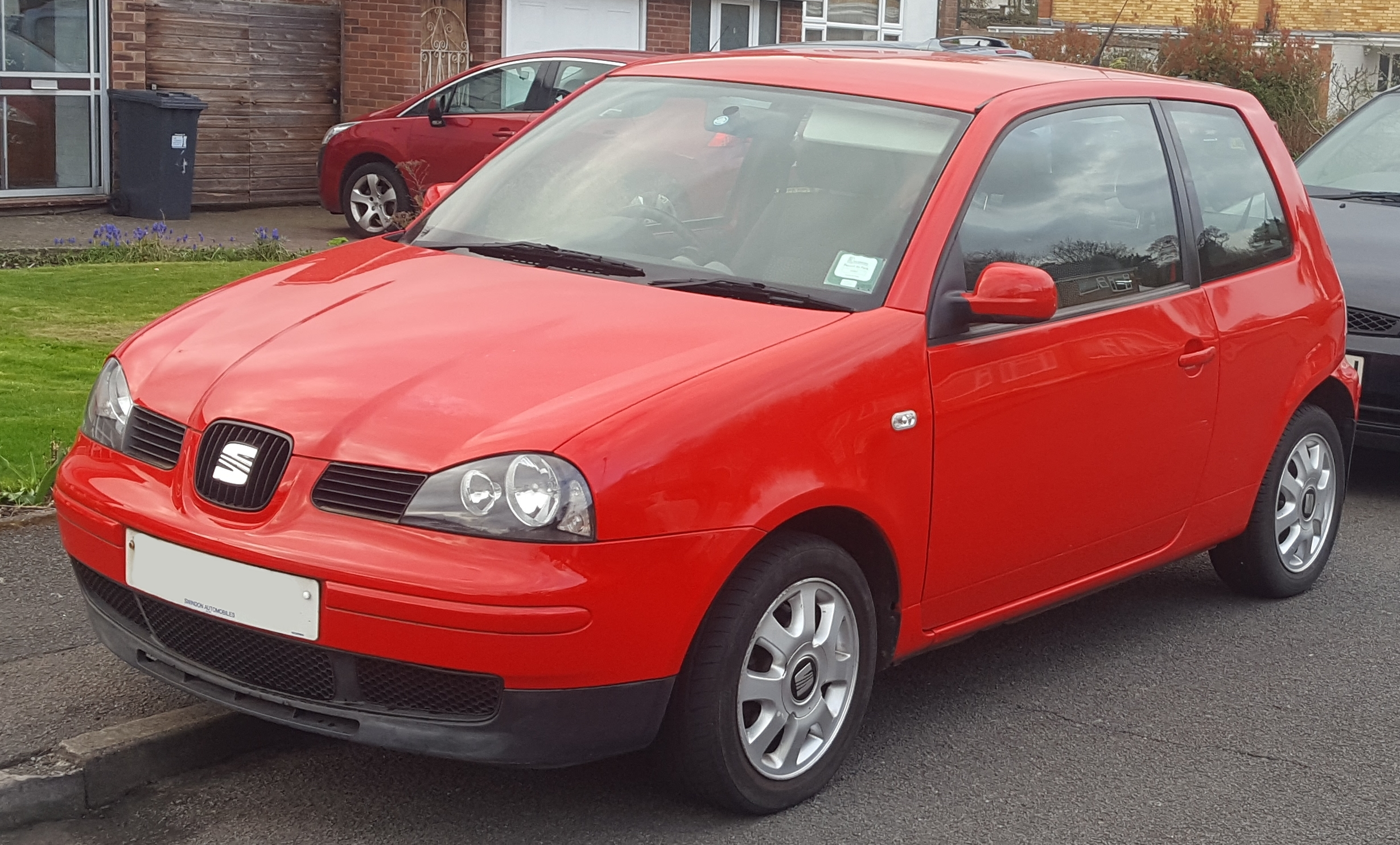
Dianteira do SEAT Arosa (reestilização)
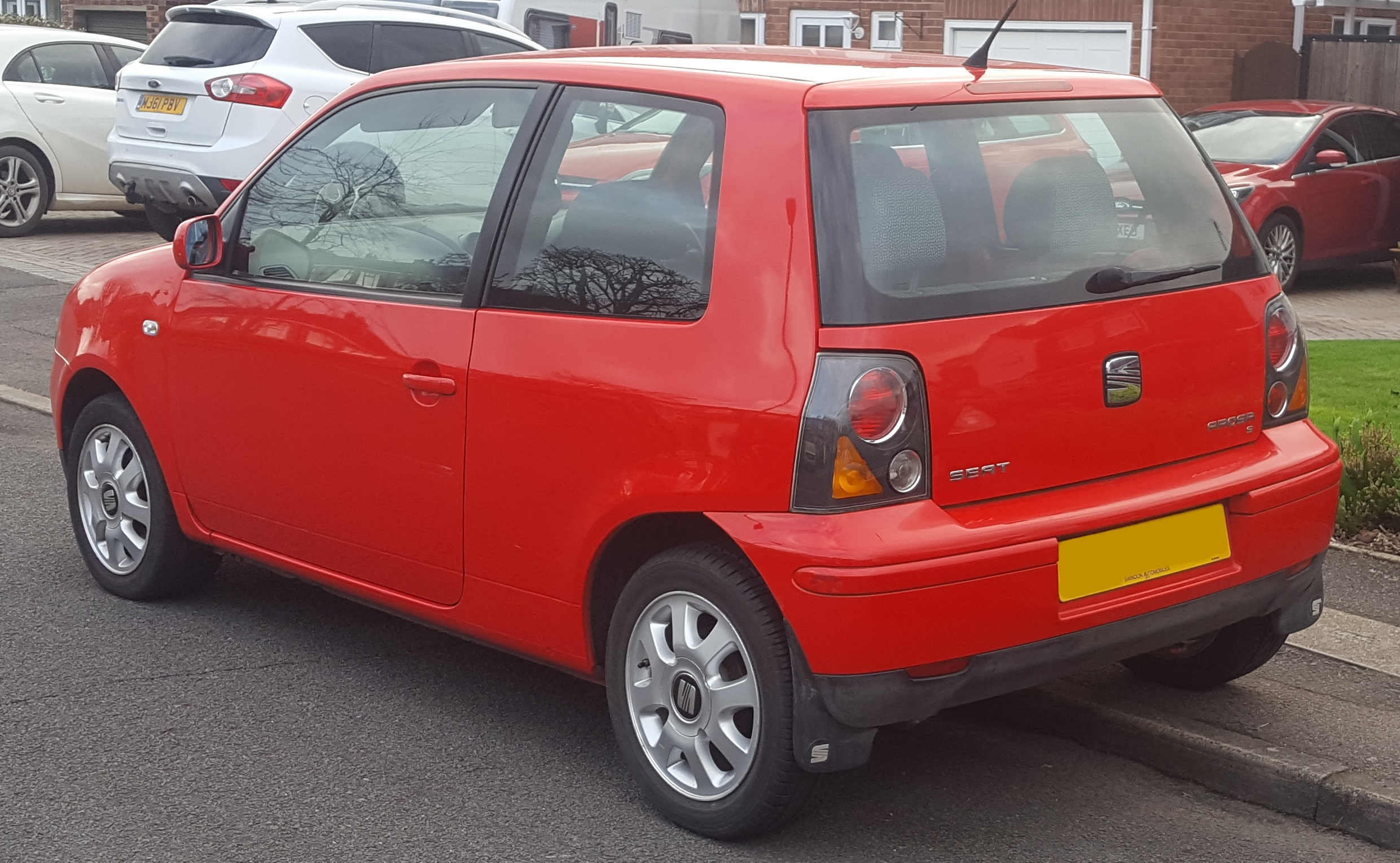
Traseira do SEAT Arosa (reestilização)

## Modelos conceito

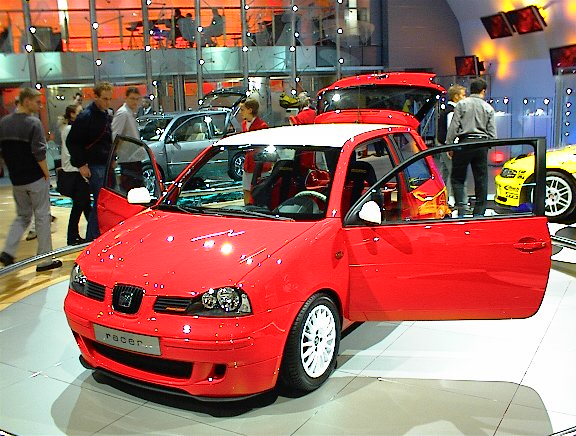
SEAT Arosa Racer

No Salão do Automóvel de Frankfurt, em setembro de 2001, a SEAT apresentou dois carros-conceito baseados no SEAT Arosa:
- o SEAT Arosa Racer
- o SEAT Arosa City Cruiser

## Números de vendas e produção
Desde seu lançamento em 1997 até 2004, mais de 175.000 carros SEAT Arosa foram vendidos e produzidos.
A produção total por ano de carros SEAT Arosa, fabricados na SEAT e outras plantas do grupo Audi/Volkswagen, é mostrada abaixo:
| Modelo     | 1997   | 1998   | 1999   | 2000   | 2001   | 2002   | 2003   | 2004  |
| ---------- | ------ | ------ | ------ | ------ | ------ | ------ | ------ | ----- |
| SEAT Arosa | 42.741 | 38.338 | 46.410 | 28.403 | 22.980 | 19.627 | 13.814 | 9.368 |